# Sverre Stallvik
Sverre Stallvik (* 11. Oktober 1927 in Trondheim; † 7. März 2015 in Trondheim) war ein norwegischer Skispringer.

## Werdegang
Der für den Verein Byåsen IL startende Stallvik gewann bei den Svenska Skidspelen 1950 den Skisprungwettbewerb, 1953 wurde er Zweiter. Bei der Nordischen Skiweltmeisterschaft 1974 im schwedischen Falun wurde er 17. von der Normalschanze. Seinen ersten nationalen Erfolg erreichte Stallvik bei den Norwegischen Meisterschaften 1955 in Trysil, wo er vor Asbjørn Osnes und Arnfinn Bergmann den Titel von der Normalschanze gewann. Bei der Vierschanzentournee 1955/56 startete er in Oberstdorf und in Partenkirchen. In Oberstdorf erreichte er dabei den achten und in Partenkirchen den 16. Platz. Bei den Olympischen Winterspielen 1956 in Cortina d’Ampezzo sprang er von der Normalschanze auf den neunten Platz.